# Badiza rufosa
Badiza rufosa là một loài bướm đêm trong họ Noctuidae.